# Il deserto rosso
Il deserto rosso is een Italiaanse dramafilm uit 1964 onder regie van Michelangelo Antonioni. Hij won voor deze film de Gouden Leeuw op het Filmfestival van Venetië.

## Verhaal
Giuliana is juist ontslagen uit het ziekenhuis na een poging tot zelfmoord. Ze leeft samen met haar man Ugo, de directeur van een genationaliseerde fabriek in staking. Ze hebben samen één zoon. Giuliana voelt zich vervreemd van haar familie en afgezonderd van de rest van de wereld. Ugo's vriend Zeller komt naar Ravenna voor zaken. Zeller begrijpt Giuliana's problemen beter dan Ugo, maar dat is onvoldoende om haar pijn te verzachten.

## Rolverdeling
| Acteur          | Personage      |
| --------------- | -------------- |
| Monica Vitti    | Giuliana       |
| Richard Harris  | Corrado Zeller |
| Carlo Chionetti | Ugo            |
| Xenia Valderi   | Linda          |
| Rita Renoir     | Emilia         |
| Aldo Grotti     | Max            |